# 向阳镇 (鸡东县)
向阳镇，是中华人民共和国黑龙江省鸡西市鸡东县下辖的一个乡镇级行政单位。

## 行政区划
向阳镇下辖以下地区：
向阳社区、联合村、曲河村、通街村、红星村、东河村、忠信村、卫国村、古城村和向阳村。